# یوری ارزنکیان
یوری آرمائیسی ارزنکیان (ارمنی: Յուրի Արամայիսի Երզնկյան؛  ۲۱ مارس ۱۸۷۹ – ۱۹ دسامبر ۱۹۹۶) یک کارگردان فیلم، فیلم‌نامه‌نویس، نقاش اهل ارمنستان بود. وی بین سال‌های ۱۹۴۵ تا ۱۹۸۸ میلادی فعالیت می‌کرد.

## زندگی‌نامه
ارزنکیان در ۲۶ ژانویهٔ ۱۹۲۲ در تفلیس به دنیا آمد. وی هنرمند مردمی ارمنستان شوروی در سال ۱۹۷۵ بود. وی در ۱۹ دسامبر ۱۹۹۶ در سن ۷۴ سالگی در مسکو درگذشت و در شهر ایروان به خاک سپرده شده‌است.

## نگارخانه

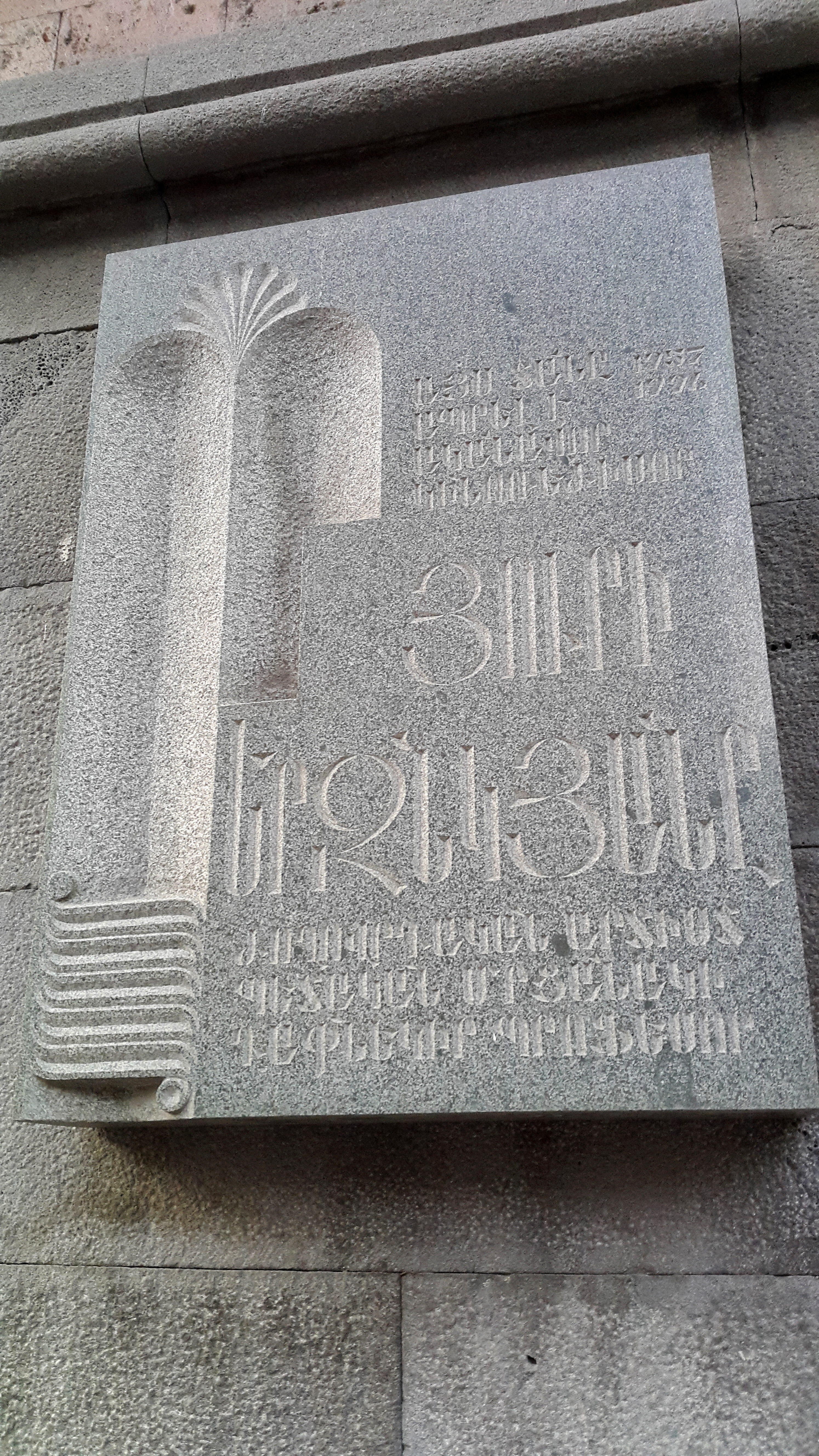